# Utagawa Yoshitaki
Pour les articles homonymes, voir Utagawa.
Utagawa Yoshitaki (歌川 芳滝), dont le nom de naissance est Ichiyōsai Yoshitaki (一養斎 芳滝), né le 13 avril 1841 et mort le 28 juin 1899, est un dessinateur japonais d'estampes sur bois de style ukiyo-e actif à Edo (Tokyo) et Osaka. Il est aussi peintre et illustrateur de journaux. Fils d'un marchand de pâtes, il est élève d'Utagawa Yoshiume (1819–1879). Yoshitaki est le dessinateur le plus prolifique à Osaka des années 1860 aux années 1880, avec plus de 1 200 estampes différentes, presque toutes d'acteurs du kabuki.